# Chetopa (Kansas)
Chetopa – miasto w Stanach Zjednoczonych, w stanie Kansas, w hrabstwie Labette.